# Oberramsau
Oberramsau ist eine Katastralgemeinde der Gemeinde Strengberg im Bezirk Amstetten in Niederösterreich. Die zugehörige Ortschaft ist Ramsau.

## Siedlungsentwicklung
Zum Jahreswechsel 1979/1980 befanden sich in der Katastralgemeinde Oberramsau insgesamt 133 Bauflächen mit 55411 m² und 85 Gärten auf 313291 m², 1989/1990 waren es 133 Bauflächen. 1999/2000 war die Zahl der Bauflächen auf 151 angewachsen und 2009/2010 waren es 162 Gebäude auf 288 Bauflächen.

## Landwirtschaft
Die Katastralgemeinde ist landwirtschaftlich geprägt. 717 Hektar wurden zum Jahreswechsel 1979/1980 landwirtschaftlich genutzt und 109 Hektar waren forstwirtschaftlich geführte Waldflächen. 1999/2000 wurde auf 738 Hektar Landwirtschaft betrieben und 109 Hektar waren als forstwirtschaftlich genutzte Flächen ausgewiesen. Ende 2018 waren 689 Hektar als landwirtschaftliche Flächen genutzt und Forstwirtschaft wurde auf 126 Hektar betrieben. Die durchschnittliche Bodenklimazahl von Oberramsau beträgt 40,8 (Stand 2010).